# Grevesmühlen
Grevesmühlen város Németországban, Mecklenburg–Elő-Pomerániában.

## Földrajza

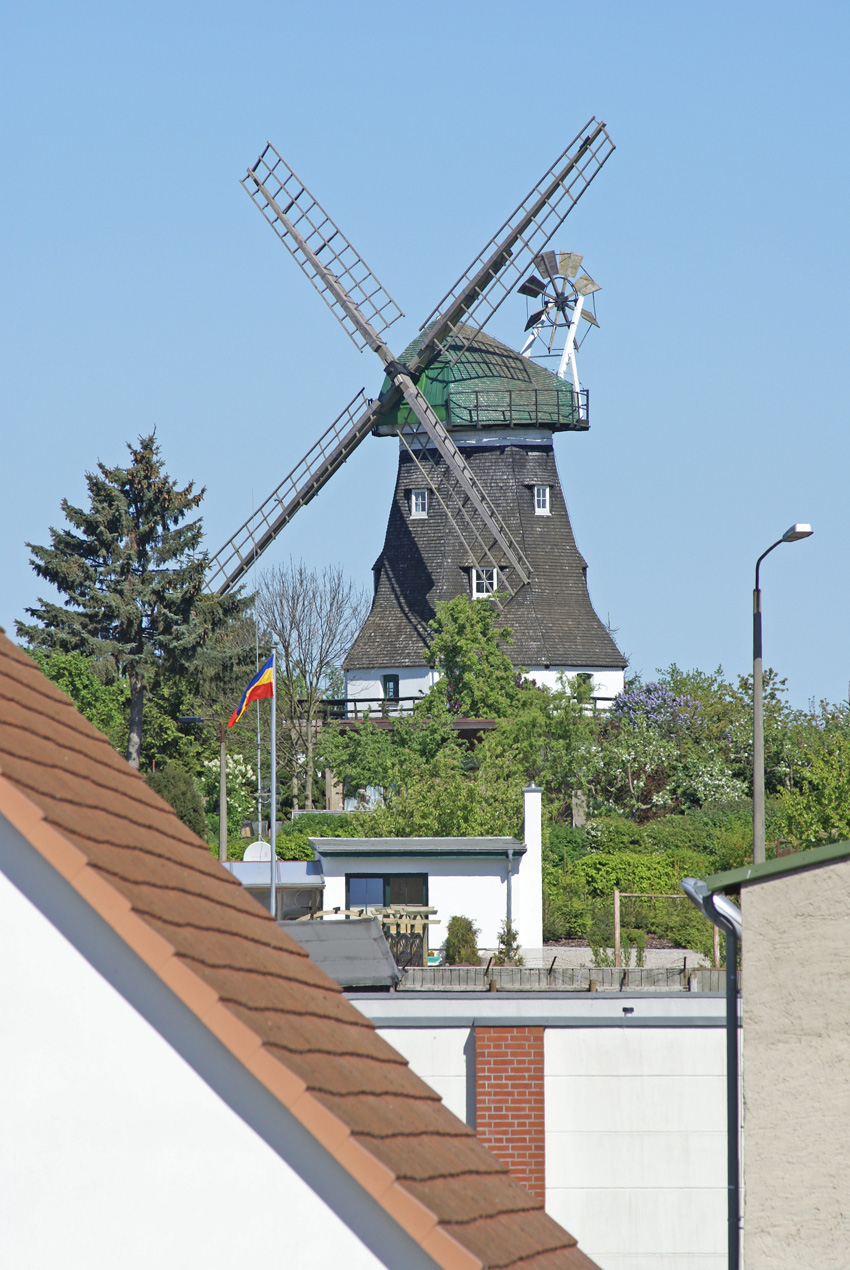
Szélmalom

## Történelem
1952-től 2011-ig járási székhely volt.

## Testvérvárosai
- Laxå, Svédország
- Ahrensbök, Schleswig-Holstein, Németország
- Nagymaros, Pest vármegye, Magyarország[2]

## Híres szülöttei
- Rudolph Karstadt (1856–1944) vállalkozó, kereskedő, a Karstadt áruházlánc alapítója.
- Astrid Kumbernuss (1970–) olimpiai bajnok súlylökő
- Carsten Jancker (1974-) válogatott labdarúgó

## Fordítás
- Ez a szócikk részben vagy egészben a Grevesmühlen című német Wikipédia-szócikk fordításán alapul.  Az eredeti cikk szerkesztőit annak laptörténete sorolja fel. Ez a jelzés csupán a megfogalmazás eredetét és a szerzői jogokat jelzi, nem szolgál a cikkben szereplő információk forrásmegjelöléseként.